# Myrcia neoelegans
Myrcia neoelegans là một loài thực vật có hoa trong Họ Đào kim nương. Loài này được Krug mô tả khoa học đầu tiên năm 1895.